# Carolin Golubytskyi
Carolin Elisabeth Golubytskyi (nacida como Carolin Elisabeth Wutz, Bad Mergentheim, 19 de diciembre de 1985) es una deportista alemana que compite en esgrima, especialista en la modalidad de florete. Está casada con el esgrimidor ucraniano Serhi Golubitsky.
Ganó dos medallas en el Campeonato Mundial de Esgrima, plata en 2013 y bronce en 2009, y seis medallas en el Campeonato Europeo de Esgrima entre los años 2008 y 2017.
Participó en tres Juegos Olímpicos de Verano, entre los años 2008 y 2016, ocupando el quinto lugar en Pekín 2008 en la prueba por equipos.

## Palmarés internacional
| Campeonato Mundial | Campeonato Mundial      | Campeonato Mundial | Campeonato Mundial  |
| Año                | Lugar                   | Medalla            | Prueba              |
| ------------------ | ----------------------- | ------------------ | ------------------- |
| 2009               | Antalya (Turquía)       | Medalla de bronce  | Florete por equipos |
| 2013               | Budapest (Hungría)      | Medalla de plata   | Florete individual  |
| Campeonato Europeo |                         |                    |                     |
| Año                | Lugar                   | Medalla            | Prueba              |
| 2008               | Kiev (Ucrania)          | Medalla de bronce  | Florete individual  |
| 2010               | Leipzig (Alemania)      | Medalla de plata   | Florete por equipos |
| 2011               | Sheffield (Reino Unido) | Medalla de bronce  | Florete por equipos |
| 2013               | Zagreb (Croacia)        | Medalla de bronce  | Florete individual  |
| 2016               | Toruń (Polonia)         | Medalla de bronce  | Florete individual  |
| 2017               | Tiflis (Georgia)        | Medalla de bronce  | Florete por equipos |